# 异丁香油酚
异丁香油酚，别名异丁子香酚或异丁香酚，是一种有机化合物，化学式为C10H12O2，与丁香油酚区别在于碳碳双键位置不同，存在于依兰等植物提炼的精油中。
它在2023年被列入IARC第2B类致癌物质。